# Phoradendron velutinum
Phoradendron velutinum är en sandelträdsväxtart som först beskrevs av Dc., och fick sitt nu gällande namn av August Wilhelm Eichler. Phoradendron velutinum ingår i släktet Phoradendron och familjen sandelträdsväxter. Inga underarter finns listade i Catalogue of Life.